# Zero Freitas
José Roberto "Zero" Alves Freitas (nacido hacia 1955) es un empresario brasileño cuya colección de discos fonográficos de más de ocho millones de ejemplares se dice que es la más grande del mundo. Además, posee más de 100.000 discos compactos.

## Primeros años
Freitas nació alrededor de 1955 y adquirió el sobrenombre de "Zero" en la escuela. Cuando era niño, su padre compró un equipo de música estéreo de alta fidelidad que venía con 200 álbumes, lo que despertó su interés por los vinilos. La colección resultó dañada por una inundación, pero Freitas volvió a conseguir ejemplares de los discos inutilizados. Su madre, que tenía una colección de 400 a 500 discos, también influyó en la afición de Freitas. El primer disco que compró fue "Canta para a Juventude" de Roberto Carlos, que adquirió alrededor de diciembre de 1964 o enero de 1965. Cuando acabó el bachillerato ya tenía unos 3000 discos. Más adelante estudió composición musical en la universidad y luego se hizo cargo del negocio familiar de transporte que operaba autobuses en el estado de São Paulo. Cuando tenía 30 años, había adquirido entre 25 y 30.000 discos.

## Expansión
Hasta hace poco, la mayoría de las compras de Freitas eran anónimas. Colocó anuncios en la revista Billboard que decían "COLECCIONES DE GRABACIONES. COMPRAMOS cualquier colección de discos. Cualquier estilo de música. Pagamos precios MÁS ALTOS que cualquier otra persona" y usó agentes para actuar en su nombre. Compró las existencias restantes de 200.000 discos de Colony Records en Times Square de Nueva York después del cierre de la tienda en 2012 y adquirió las acciones de la tienda Modern Sound de Río de Janeiro casi al mismo tiempo. Alrededor de 2013 se hizo con la colección de Murray Gershenz, el antiguo propietario de la tienda de discos Music Man Murray en Los Ángeles. También en 2013, Freitas compró la colección de Paul Mawhinney de Record-Rama, que alguna vez se pensó que era la más grande del mundo. La colección de alrededor de tres millones de piezas necesitó ocho semirremolques para ser trasladada.

## Publicidad
El alcance de la colección de Freitas se reveló por primera vez al mundo después de que se publicaran detalles en un artículo en The New York Times Magazine en agosto de 2014. En ese momento se estimaba que tenía "varios millones" de discos. En marzo de 2015, su colección se estimaba en seis millones, lo que la convertía en la colección de discos más grande del mundo. Freitas no pudo explicar por qué continúa adquiriendo tantos discos, señalando que "He ido a terapia durante 40 años para tratar de explicarme esto a mí mismo".
Colecciona discos de 33, 45 y 78 rpm de cualquier estilo de música o discurso. Los registros son limpiados y catalogados por un equipo de asistentes que ha contratado, pero está adquiriendo material nuevo más rápido de lo que pueden trabajar y hasta ahora solo se han procesado 250.000 registros. Mantiene unos 100.000 ejemplares en su casa. La colección incluye muchas rarezas como "Heartache Souvenirs"/"Chicken Shack", de William Powell, pero también incluye hasta un 30% de piezas repetidas. Esos duplicados ahora están comenzando a venderse. Se entregaron diez mil discos brasileños al ARChive of Contemporary Music, donde forman la Colección de Música Brasileña Zero Freitas.
A medida que Freitas se ha hecho conocido, algunos aficionados han comenzado a ofrecerle sus colecciones. Solo en octubre de 2014 adquirió un millón de discos de otro coleccionista por 200.000 reales. En 2015, Terence McEwan de la Ópera de San Francisco le entregó 6500 LP clásicos. Freitas continúa manteniendo agentes en todo el mundo, incluso en México, Nueva York y Nigeria, lo que le permite comprar material muy variado, como la colección del difunto Bob Hope y los 100.000 álbumes de música cubana que ha adquirido. Su personal bromea diciendo que la isla de Cuba debe estar subiendo, debido al peso del material que Freitas ha eliminado.

## Planes de futuro
Freitas está construyendo un almacén para depositar su colección, que planea llamar Emporium Musical.

## Actividades comerciales
Además del transporte, Freitas tiene un negocio que proporciona sistemas audiovisuales para conciertos y otros eventos públicos.